# Jelena Něčajevová
Jelena Alexandrovna Něčajevová (* 14. června 1979 Leningrad, Sovětský svaz) je bývalá ruská sportovní šermířka, která se specializovala na šerm šavlí. Rusko reprezentovala v prvním desetiletí jednadvacátého století. Na olympijských hrách startovala v roce 2004 a 2008 v soutěži jednotlivkyň a družstev. V soutěži jednotlivkyň se na olympijských hrách 2004 probojovala do čtvrtfinále. V roce 2007 získala titul mistryně světa v soutěži jednotlivkyň a v roce 2001 titul mistryně Evropy. S ruským družstvem šavlistek vybojovala v roce 2001, 2002 a 2004 titul mistryň světa a v roce 2000, 2001, 2003, 2004 a 2006 titul mistryň Evropy.